# Carole Rouillard
Carole Rouillard (* 15. März 1960 in Montreal) ist eine ehemalige kanadische Langstreckenläuferin.
1986 kam sie bei den Crosslauf-Weltmeisterschaften in  Colombier auf Rang 79 und wurde bei den Commonwealth Games in Edinburgh Achte über 10.000 m. Bei den Crosslauf-WM 1987 in Warschau belegte sie den 41. Platz.
1988 lief sie bei den Olympischen Spielen in Seoul über 10.000 m auf den 16. Platz. Im Jahr darauf wurde sie Fünfte beim Chicago-Marathon. 1990 wurde sie bei den Commonwealth Games in Auckland Vierte über 10.000 m und Zweite beim Chicago-Marathon.
1991 folgte einem 18. Platz über 10.000 m bei den Leichtathletik-Weltmeisterschaften in Tokio ein Sieg beim Toronto-Marathon. 1992 kam sie beim Osaka Women’s Marathon auf den 14. Platz, siegte beim 10-km-Lauf des Ottawa Race Weekend, schied bei den Olympischen Spielen in Barcelona über 10.000 m im Vorlauf aus und verteidigte ihren Titel in Toronto.
1994 siegte sie zum dritten Mal in Toronto, gewann bei den Spielen der Frankophonie Bronze über 10.000 m und triumphierte beim Marathon der Commonwealth Games in Victoria. Nach ihrem vierten Sieg in Toronto erreichte sie beim Marathon der WM 1995 nicht das Ziel.
Fünfmal wurde sie Kanadische Meisterin über 10.000 m (1986, 1988–1991) und einmal im Crosslauf (1984).

## Bestzeiten
- 1500 m: 4:13,6 min, 11. August 1988, Montreal
- 3000 m: 8:57,69 min, 2. August 1988, Ottawa
- 5000 m: 15:37,8 min, 17. Juni 1989, Sherbrooke
- 10.000 m: 31:56,74 min, 27. August 1991, Tokio
- Halbmarathon: 1:12:29 h, 5. Dezember 1987, Orlando
- Marathon: 2:30:41 h, 27. August 1994, Victoria